# Chantal Hochuli
Chantal, Princesa de Hanôver (em alemão: Chantal Prinzessin von Hannover), nascida Chantal Hochuli (Zurique, Suíça, 2 de Junho de 1955) foi a primeira esposa de Ernesto Augusto V, Príncipe de Hanôver. Ela é filha de Johann Hochuli e Rosmarie Lembeck. 
Eles se casaram em 28 de Agosto de 1981 e se divorciaram em 23 de Outubro de 1997. Juntos, tiveram dois filhos:
- SAR Príncipe Ernesto Augusto de Hanôver (19 de Julho de 1983)
- SAR Príncipe Cristiano de Hanôver (1 de Junho de 1985)

Após seu divórcio, seu título Princesa de Hanôver mudou para o formato de ex-esposas de nobres, isto é, usar seu nome pessoal antes do título, tornando-se Chantal, Princesa de Hanôver